# 11D428
11D428A-16 (製造社名RDMT-135M)はN2O4/UDMHをO/F1.85で燃焼する液体加圧供給式ロケットエンジンである。有人仕様の宇宙機の推進方法用途で使用される。現在はKTDU-80宇宙船推進モジュールで使用される。以前の派生型である11D428A (製造者名RDMT-135) は現在もズヴェスダISSモジュールの姿勢制御システムとして使用される。11D428A-16は129.16 N (29.04 lbf)の推力を生み出し、燃焼室圧力は0.88 MPa (128 psi)で比推力は291秒 (2.85 km/s)に到達する。500,000回の始動と燃焼時間は0.03秒から2000秒である。それぞれのユニットの重量は1.5 kg (3.3 lb)である。

## 派生型
このエンジンはソビエト時代のサリュート6号以降のロシアの有人宇宙飛行で使用された。3機種の主要な派生型を以下に示す:
- 11D428: 1970年にサリュート1号で使用するために派生した。
- 11D428M: ヤンターリ-2Kプラットホームから開発された。1974年8月6日にコスモス697号で最初に宇宙に到達した。
- 11D428A (別名 RDMT-135): ソユーズ 7K-Sのために開発された派生型で、コスモス670号、コスモス772号とコスモス869号で飛行した。後にKTDU-426で使用された。[5]
- 11D428A-10: ズヴェスダ ISS モジュールで使用される推進器 元はミール・コアモジュールのために開発された。
- 11D428A-14: ズヴェズダ ISS モジュールで使用される推進器
- 11D428A-16 (別名 RDMT-135M): 比推力が向上した派生型。ソユーズ TM-28以降KTDU-80で使用。[6]
- 11D428AF-16:フォボス・グルントのために開発された推進器仕様。惑星試料採取ミッションのために開発された推進器。

| エンジン      | 11D428A                                                                         | 11D428A-16                                                                     | 11D428AF-16                      |
| ------------- | ------------------------------------------------------------------------------- | ------------------------------------------------------------------------------ | -------------------------------- |
| 開発          | 1968–1974                                                                       | 1968–1977                                                                      | 1993–1997                        |
| エンジン Type | 液体 加圧供給式 ロケットエンジン                                                | 液体 加圧供給式 ロケットエンジン                                               | 液体 加圧供給式 ロケットエンジン |
| 推進剤        | N2O4/UDMH with 1.85 O/F ratio                                                   | N2O4/UDMH with 1.85 O/F ratio                                                  | N2O4/UDMH with 1.85 O/F ratio    |
| 推力          | 130.5 kN (29,300 lbf)                                                           | 129.16 kN (29,040 lbf)                                                         | 123.5 kN (27,800 lbf)            |
| isp           | ノズル膨張比 1:56では:290秒 (2.8 km/s) ノズル膨張比 1:150では:302秒 (2.96 km/s) | 291秒 (2.85 km/s)                                                              | 306.2秒 (3.003 km/s)             |
| 定格吸入圧力  | 1.77 MPa (257 psi)                                                              | 1.76 MPa (255 psi)                                                             | 1.47 MPa (213 psi)               |
| ノズル        | 1                                                                               | 1                                                                              | 1                                |
| 燃焼時間      | 570秒間                                                                         | 2700秒間                                                                       | 50,000秒間                       |
| 点火          | 500,000                                                                         | 500,000                                                                        | 500,000                          |
| 燃焼時間      | 0.03 から 2000秒間                                                              | 0.03 から 2000秒間                                                             | 0.03 から 2000秒間               |
| 重量          | 1.2 kg (2.6 lb)                                                                 | 1.5 kg (3.3 lb)                                                                | 1.9 kg (4.2 lb)                  |
| 全長          | 274 mm (10.8 in)                                                                | 289.5 mm (11.40 in)                                                            | 372 mm (14.6 in)                 |
| 直径          | 98 mm (3.9 in)                                                                  |                                                                                | 157.4 mm (6.20 in)               |
| 用途          | ソユーズ 7K-S, ソユーズ-Tとソユーズ-TM                                          | ソユーズ-TMA, サリュート6号, サリュート7号, ミール・コアモジュール, ズヴェスダ | フォボス・グルント               |
| 出典          | [ 1 ] [ 3 ] [ 7 ] [ 8 ] [ 9 ]                                                   | [ 1 ] [ 3 ] [ 7 ] [ 8 ] [ 9 ]                                                  | [ 1 ] [ 3 ] [ 7 ] [ 8 ] [ 9 ]    |